# Røkenes
Røkenes est une localité du comté de Troms, en Norvège.

## Géographie
Administrativement, Røkenes fait partie de la kommune de Lavangen.